# Портел (микрорегион)

Портел на карте.

Портел (порт. Microrregião de Portel) — микрорегион в Бразилии, входит в штат Пара. Составная часть мезорегиона Маражо. ННаселение составляет 129 906 человек (на 2010 год). Площадь — 45 096,413 км². Плотность населения — 2,88 чел./км².

## Демография
Согласно сведениям, собранным в ходе переписи 2010 г. Национальным институтом географии и статистики (IBGE), население микрорегиона составляет:
| Полное население                             | Полное население                             | Полное население                             | Полное население                             | 129 906 |
| -------------------------------------------- | -------------------------------------------- | -------------------------------------------- | -------------------------------------------- | ------- |
| в том числе:                                 | Городское население                          | 50 596                                       | Процент городского населения, %              | 38,95   |
|                                              | Сельское население                           | 79 310                                       | Процент сельского населения, %               | 61,05   |
|                                              | Мужское население                            | 67 580                                       | Процент мужского населения, %                | 52,02   |
|                                              | Женское население                            | 62 326                                       | Процент женского населения, %                | 47,98   |
| Плотность населения, чел/км²                 | Плотность населения, чел/км²                 | Плотность населения, чел/км²                 | Плотность населения, чел/км²                 | 2,88    |
| Население микрорегиона в % к населению штата | Население микрорегиона в % к населению штата | Население микрорегиона в % к населению штата | Население микрорегиона в % к населению штата | 1,71    |

## Статистика
- Валовой внутренний продукт на 2003 год составляет 222 878 978,00 реалов (данные: Бразильский институт географии и статистики).
- Валовой внутренний продукт на душу населения на 2003 год составляет 2146,50 реалов (данные: Бразильский институт географии и статистики).
- Индекс развития человеческого потенциала на 2000 год составляет 0,589 (данные: Программа развития ООН).

## Состав микрорегиона
В составе микрорегиона включены следующие муниципалитеты:
1. Багри
2. Гурупа
3. Мелгасу
4. Портел